# Björna 181:1
Björna 181:1 och Björna 181:2 är två fångstgropar vid Locksta i Björna, i Örnsköldsviks kommun.

## Beskrivning
Den ena fångstgropen är rund, 5 meter i diameter och 0,5 meter djup. Botten är rektangulär 1,0 x 0,5 meter. Den andra är också rund, 3 meter i diameter och 0,7 meter djup. Botten är rektangulär 1,0 x 0,5 meter. Fångstgroparna är belägna på en moränö i sjön.